# إخفاق السوق

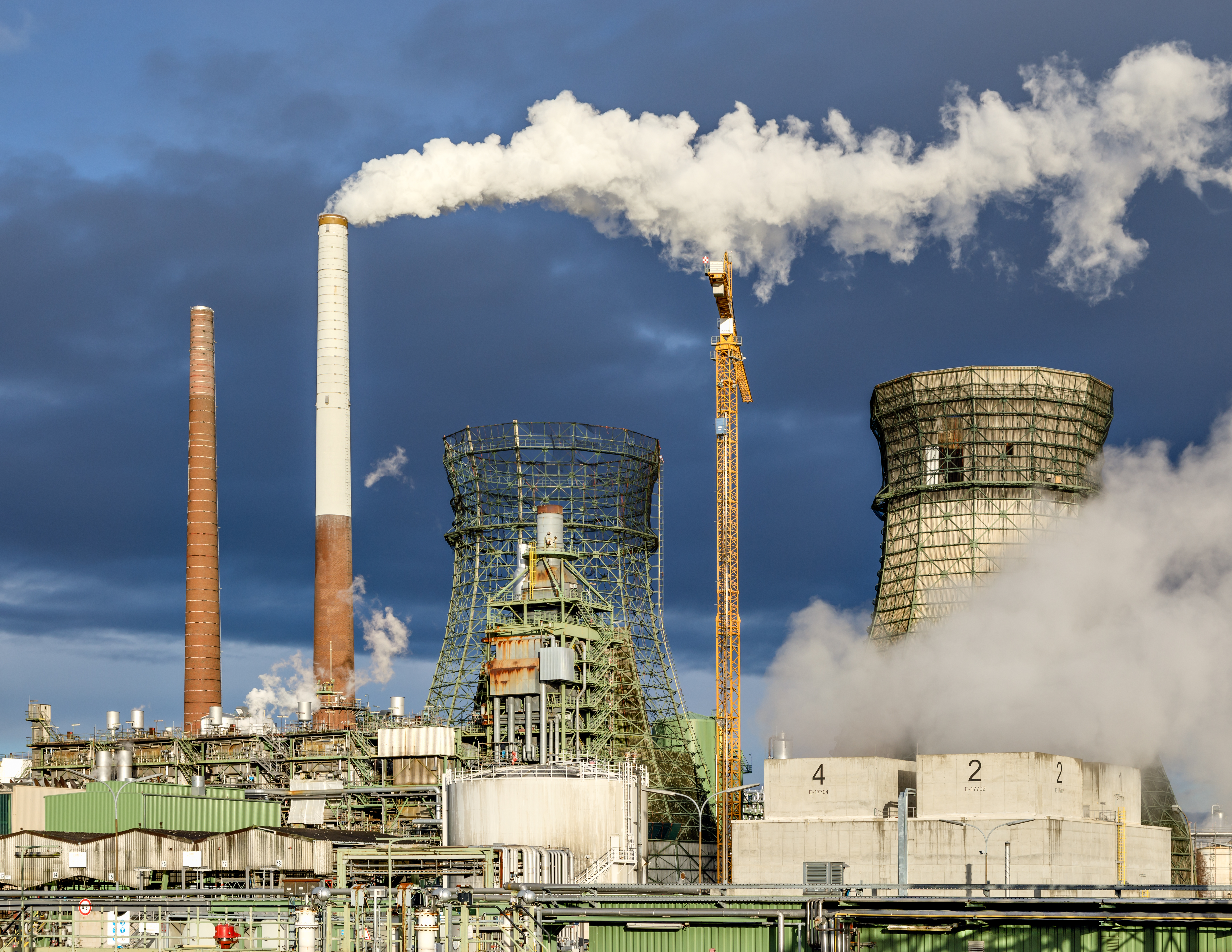

إخفاق السوق[بحاجة لمصدر]، مفهوم من مفاهيم النظرية الاقتصادية، يصف الحالة التي لا يكون فيها تخصيص السلع والخدمات المقدمة في السوق الحرة ذو كفاءة اقتصادية. وهذا يعني، وجود نتائج أخرى يمكن تصورها حيث قد يكون المشاركون في السوق أفضل حالاً دون أن يصبح حال مشاركين آخرين أسوأ. (الناتج لا يكون أمثلية باريتو). يمكن عرض إخفاق السوق على أنه سيناريو حيث يقود سعي الأفراد لتحقيق مصالحهم الذاتية إلى نتائج غير فعالة - لكن يمكن تحسينها من وجهة نظر مجتمعية.
يعود أول استخدام معروف لمصطلح «إخفاق السوق» إلى عام 1958  لكن يمكن إرجاع هذا المصطلح للفيلسوف هنري سيدغويك من العصر الفكتوري. يرتبط إخفاق السوق غالباً مع التفضيلات غير المتناسقة مع الوقت،
يرتبط إخفاق السوق غالباً بمرجعيات غير متناسقة زمنياً.، 
، هيكلية السوق، مشكلات الوكلاء والعوامل الخارجية أو البضائع العامة. غالباً ما يكون وجود إخفاق في السوق سبباً وراء تدخل الحكومة في سوق معينة خبراء الاقتصاد، خاصة الاقتصاد الجزئي معنيون غالباً بأسباب إخفاق السوق والوسائل الممكنة لتصحيح الوضع. يلعب هذا التحليل دوراً هاماً في العديد من أنواع دراسات وقرارات السياسات العامة. ومع ذلك قد تقود بعض السياسات الحكومية (كالضرائب والإعانات وكفالات الإنقاذ المالية وضوابط الأجور والأسعار والتشريعات ومحاولات تصحيح إخفاق السوق) إلى عجز في تخصيص الموارد ويعرف هذا الأمر بإخفاق الحكومة. وبالتالي، يكون هناك خيار بين نتائج غير كاملة، أي نتائج غير موفقة في السوق مع أو بدون التدخلات الحكومية. لكن في كلتا الحالتين، إن وجد إخفاق في السوق، لن يطابق الناتج أمثلية باريتو. يعتقد خبراء الاقتصاد الكلاسيكي الجديد والتيار الكينيزي أنه من الممكن أن تحسّن الحكومة من نتائج السوق غير الفعالة، في حين أن العديد من مدارس الاقتصاد البدعي لا تتفق مع ذلك.

## الفئات

### طبيعة السوق
يمكن للوكلاء في السوق اكتساب قوة السوق، ما يسمح لهم بمنع المكاسب التجارية المفيدة للأطراف الأخرى. يمكن أن يؤدي هذا إلى عدم الكفاءة بسبب المنافسة غير الكاملة، والتي يمكن أن تتخذ العديد من الأشكال المختلفة، مثل الاحتكار أو احتكار الشراء والمنافسة الاحتكارية، إذا لم يقم الوكيل بتطبيق التمييز السعري المثالي.
نصبح بعد ذلك أمام سؤال إضافي حول الظروف السامحة بظهور احتكار. يمكن للاحتكارات في بعض الحالات المحافظة على نفسها عندما يوجد «حواجز أمام الدخول» تمنع الشركات الأخرى من الدخول والمنافسة بشكل فعال في الصناعة أو السوق. أو يمكن أن تكون هناك مزايا مهمة للمحرك الأول في السوق تجعل من الصعب على الشركات الأخرى المنافسة. علاوة على ذلك، يمكن أن يكون الاحتكار نتيجة للظروف الجغرافية الناشئة عن المسافات الشاسعة أو المواقع المعزولة. يؤدي هذا إلى موقف حيث لا يوجد سوى عدد قليل من المجتمعات المنتشرة في منطقة شاسعة مع مورد واحد فقط. تُعد أستراليا مثالًا يستوفي هذا الوصف. الاحتكار الطبيعي هو شركة تنخفض تكلفتها لكل وحدة مع زيادة الإنتاج؛ في هذه الحالة يكون من الأكثر فاعلية -من منظور التكلفة- أن يكون لديك منتج واحد فقط للسلعة. تعرض الاحتكارات الطبيعية ما يسمى بالعوائد المتزايدة على نطاق واسع. ويعني هذا أنه في جميع النواتج المحتملة، يجب أن تكون التكلفة الحدية أقل من متوسط التكلفة إذا كان متوسط التكلفة في انخفاض. أحد الأسباب هو وجود تكاليف ثابتة، والتي يجب دفعها دون النظر في مقدار الناتج، ما ينتج عنه حالة تُقسم فيها التكاليف بالتساوي على المزيد من الوحدات ما يؤدي إلى خفض تكلفة الوحدة.

### طبيعة البضاعة

#### العمومية
قد تفشل بعض الأسواق بسبب طبيعة البضائع المتبادلة. على سبيل المثال: يمكن أن تعرض بعض السلع سمات السلع العامة أو الصالح العام، إذ يتعذر على البائعين استبعاد غير المشترين من استخدام المنتج، مثلما هو الحال في تطوير الاختراعات التي قد تنتشر بحرية بمجرد الكشف عنها، مثل تطوير طريقة جديدة للحصاد. يمكن أن يؤدي هذا إلى ضعف الاستثمار بسبب عدم قدرة المطورين الحصول على ما يكفي من فوائد النجاح لجعل جهود التطوير جديرة بالاهتمام. يمكن أن يؤدي ذلك أيضًا إلى استنفاذ الموارد في حالة موارد التجمع المشترك، إذ نظرًا لأن استخدام المورد منافس ولكنه غير مستبعد، لا يوجد حافز للمستخدمين من أجل الحفاظ على المورد. ومن الأمثلة على ذلك: بحيرة بها مصدر طبيعي من الأسماك، إذا اصطاد الناس الأسماك بشكل أسرع من إمكانية الأسماك على تتكاثر، فإن عدد الأسماك سيتضاءل حتى لا يتبقى أي سمكة للأجيال القادمة.

## الفئات
يختلف الاقتصاديون في وجهات نظرهم حول الأحداث التي تعتبر مصادر لإخفاق السوق. يقبل التحليل الاقتصادي السائد فكرة أن إخفاق السوق (نسبة لأمثلية باريتو) قد يحدث لثلاثة أسباب رئيسية: إذا كان السوق احتكاري أو إن كانت مجموعة صغيرة من الشركات تمتلك «قوة السوق»، أو إن كانت إنتاج سلعة معينة أو خدمة معينة خارجياً أو إذا كانت البضائع أو الخدمات عامة.